# Adoração da Trindade (Dürer)
Adoração da Trindade (também conhecido como Retábulo Landauer |(Alemão: Allerheiligenbild ou Landauer Altar) é uma pintura a óleo sobre painel do artista renascentista alemão Albrecht Dürer, executada em 1511 e atualmente no Kunsthistorisches Museum, Viena, Áustria.

## História
A obra foi encomendada pelo rico comerciante Matthäus Landauer de Nuremberg para uma capela dedicada à Santíssima Trindade e a Todos os Santos na Zwölfbrüderhaus ('Casa dos Doze Irmãos'), que ele havia fundado com Erasmus Schiltkrot em 1501. A casa era uma instituição de caridade que podia abrigar até doze artesãos que não conseguiam se sustentar com seu trabalho; O próprio Landauer viveu aqui de 1510 até sua morte.